# Kaufhaus des Westens

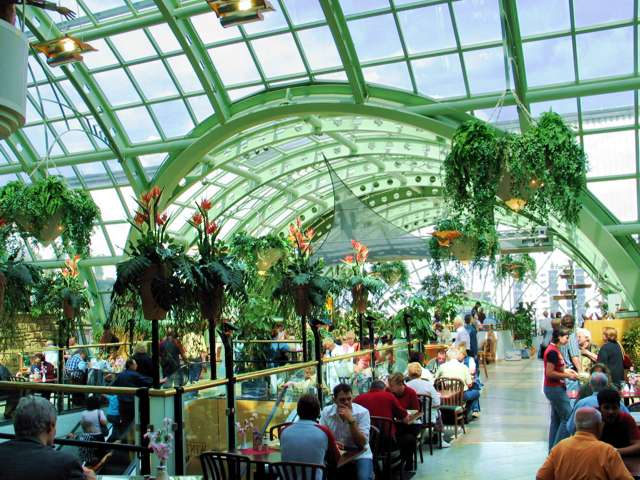
Serre in 2005

Logo

Kaufhaus des Westens (afgekort tot KaDeWe) is een Duits warenhuis in het centrum van de hoofdstad Berlijn. Het bevindt zich in de Tauentzienstraße in het stadsdeel Schöneberg, dicht bij de Kurfürstendamm en de Gedächtniskirche.

## Activiteiten
Het is het grootste warenhuis op het Europese continent met ongeveer 60.000 m² verkoopoppervlak en meer dan 380.000 verschillende artikelen, meestal van de wat luxueuzere soort. Het aantal medewerkers van het warenhuis bedraagt ongeveer 2400.
Bij de ingang wordt een kaart van het warenhuis aangeboden, die nodig is, omdat de architectonische indeling van het warenhuis het de bezoeker niet makkelijk maakt en omdat het zo groot is. De zesde etage is de Feinschmeckeretage, daar worden veel verschillende delicatessen aangeboden die ter plaatse kunnen worden genuttigd.
In januari 2024 heeft het bedrijf een insolventie-procedure gestart bij de rechtbank. KaDeWe kampt met hoge huurkosten en Signa Gruppe weigert de huur te verlagen.

## Geschiedenis
Het warenhuis werd in 1907 gesticht door Adolf Jandorf en vierde in 2007 dus zijn 100-jarig bestaan. Het ontwerp van het gebouw is van de hand van architect Johann Emil Schaudt. De naam Kaufhaus des Westens (Warenhuis van het Westen) verwijst naar de ligging ten westen van de historische binnenstad, in een gebied waar vanaf het begin van de twintigste eeuw een nieuw commercieel en uitgaanscentrum ontstond. Tijdens de deling van Berlijn kreeg het westen uiteraard ook een politieke connotatie. De City-West, waarin het KaDeWe ligt, ontwikkelde zich in deze periode overigens tot hét centrum van West-Berlijn.
In december 2012 kocht het Oostenrijkse Signa Gruppe KaDeWe en zestien Karstadtvestigingen. In totaal betaalde Signa hiervoor zo'n 1,1 miljard euro van het HighStreet consortium bestaande uit Whitehall en beleggingsfondsen van Goldman Sachs en Deutsche Bank. In juni 2015 nam La Rinascente, een onderdeel van de Thaise Central Group, een meerderheidsbelang van 50,1% in diverse Duitse warenhuizen waaronder KaDeWe. De rest van de aandelen KaDeWe bleef in handen van Signa.